# Воронковецкое
Воронковецкое — упразднённое село в Кулундинском районе Алтайского края. Находилось на территории Октябрьского сельсовета. Точная дата упразднения не установлена.

## География
Располагалось в 9 км к северо-западу от села Константиновка.

## История
Основано в 1909 году. В 1928 году посёлок Воронковецкий состоял из 44 хозяйств, в составе Харьковского сельсовета Славгородского района Славгородского округа Сибирского края.

## Население
В 1928 году в данном посёлке проживало 219 человек (103 мужчины и 116 женщин), основное населения — украинцы.

## Инфраструктура
Было развито сельское хозяйство.